# Gigabit
Gigabit (Gb eller Gbit) är en informationsenhet samt en multipel av bit. Namnet kommer av SI-prefixet giga (G), för en miljard, och bit (b).
1 gigabit = 109 bitar = 1 000 000 000 bitar
Gigabit är relaterat till enheten gibibit (Gib) – en multipel baserad på det binära prefixet gibi (Gi) – som motsvarar 230 bitar = 1 073 741 824 bitar. Ibland används gigabit som synonym till gibibit, trots att SI och IEC avråder från detta.
Gigabit används för att ange överföringshastighet i datornätverk, då i form av gigabit per sekund (Gbps). Överfört till enheten byte är 1 Gbps detsamma som 125 megabyte per sekund (1 byte = 8 bitar).